# Praon pilosum
Praon pilosum är en stekelart som först beskrevs av Mackauer 1959.  Praon pilosum ingår i släktet Praon och familjen bracksteklar. Inga underarter finns listade i Catalogue of Life.